# Короткина, Анна Ивановна
А́нна Ива́новна Коро́ткина (21 сентября 1961 года, Витебск, Белорусская ССР, СССР — 30 июля 2019 года, Минск, Республика Беларусь) — белорусский композитор, автор хоровой и органной музыки, музыки для детей. Член Белорусского союза композиторов (1996).

## Биография
Родилась Анна в Витебске в 1961 году. Окончила в 1995 году Белорусскую государственную академию музыки (класс профессора Андрея Мдивани), в 1996 году там же прошла ассистентуру-стажировку (класс профессора Дмитрия Смольского), в 2001 году окончила Варшавскую академию музыки им. Ф. Шопена (класс профессора Станислава Морыто).
С 1996 года член Белорусского союза композиторов, в котором была и секретарём. С 1998 года член Ассоциации современной музыки.
Имеет сына Ивана.
Умерла 30 июля 2019 года.

## Творческая деятельность
Анна Короткина — автор вокально-хоровой, симфонической, камерной, фортепианной и органной музыки духовного содержания. Изучая певческие традиции, сложившиеся в православной культуре позднего средневековья, выработала свой стиль, основанный на синтезе знаменного пения и современного музыкального языка.
При создании органной музыки апеллировала к сюжетам белорусской культуры, воплощая, к примеру, образы просветителей — Франциска Скорины и Преподобной Ефросинии Полоцкой. Обращалась и к библейским историям, описаниям средневековых сражений (Грюнвальдская битва). Эти сюжеты вошли в её органный цикл «Фрески»: сюиты «Франциск Скорина», «Фрески», «Гольшаны», фантазия «Песнь ко Ефросинии», поэма «Грюнвальд».
Органная музыка композитора нашла своего слушателя не только в Белоруссии, но и далеко за рубежом. Её произведения неоднократно исполнялись и продолжают исполняться на многочисленных Международных фестивалях органной музыки Белоруссии, России, Польши, Германии, Швейцарии, Австрии, Франции, Финляндии, звучали под сводами исторических храмов мира: знаменитый собор Собор Парижской Богоматери, Собор Непорочного Зачатия Пресвятой Девы Марии в Москве, Кафедральный Собор в Калининграде, известный орган Ladegast в Виттенберге, древнейший Костёл XII в. Мальтийского Ордена Храм Девы Марии под цепью в Праге, Базилика Вознесения Девы Марии в Брно, костёл St. Petrus Canisius в Фридрихсхафене, Кафедральный собор Базеля, Собор Святого Эгидия в Граце (Австрия), Церковь Темппелиаукио в Хельсинки, Костёл Святых Иоаннов г. Вильнюса). Многие органные произведения Анны Короткиной включены в программы европейских концертных выступлений известной белорусской органистки Ксении Погорелой. В числе исполнителей музыки Анны Короткиной — органисты Я. Мажец и К. Вилкус (Польша), Ю. Садыкова (Беларусь—Швейцария), Ю. Тамминен (Беларусь—Финляндия).
Хоровое творчество композитора имеет религиозно-философское содержание. Произведения для хора a`capella, написанные на канонические церковные тексты и на тексты духовного содержания: Стихира (текст «Молитвы во скорбии» Симеона Полоцкого), Прилог Преподобной Ефросинии Полоцкой (текст Симеона Полоцкого), «Дивен Бог» (на текст молитвы Всем Белорусским Святым), "Акафист Имени Господа нашего Исуса Христа (текст Франциска Скорины), «Стихира Преподобной Ефросинии Полоцкой» (на текст стихиры XII века «Приидите, любомудрении»). В этих произведениях воссоздаётся древний стиль православного церковного пения — знаменный роспев. Произведения, написанные с сохранением канона православной церковной музыки, были исполнены некоторыми церковными хорами Минска после завершения Вечери («Дивен Бог», «Прилог»).
В 2014 году в Белорусской государственной филармонии состоялся совместный творческий вечер композиторов Игоря Лученка и Анны Короткиной «Беларусь — мелодия моя…».

### Дискография духовной музыки
- «Органная музыка». Исполнитель — Ксения Погорелая;
- Полоцкий Софийский собор. (изд.: Полоцк, 2005);
- «Под твою милость» хор православного братства во имя Архистратига Михаила;
- «Арганы Беларусі. Полацкі Сафійскі Сабор» Исполнитель — Ксения Погорелая (при поддержке Польского института в Минске, 2008);
- «Беларускі музычны авангард» (изд.: «Новая Музыкальная Компания», Минск, 2008);
- «Асветнікі Беларусі ý духоу́най музыцы. Кампазітар Ганна Кароткіна» (изд.: «Новая Музыкальная Компания», Минск, 2009);
- «Органная музыка. Беларусь XXI. Композитор Анна Короткина» (изд.: "Вигма, Минск, 2012).

## Научная деятельность
Анна Ивановна изучала древнее певческое искусство, расшифровывала нотолинейные певческие рукописи. Результаты своих исследований она неоднократно представляла на конференциях: доклад «Нотолинейные ирмологионы XV—XVI веков. Вариант расшифровки и воплощение в современном музыкальном творчестве» представлен на международных конференциях: «Беларусь і суседзі: шляхі фарміравання дзяржаўнасці, міжнацыянальныя i міждзяржаўныя адносіны» (ГГУ им. Ф. Скорины, г. Гомель, 2014); I чтения памяти протоиерея Иоанна Григоровича (1792—1852): историка, археографа, археолога (Минская духовная академия им. св. К. Туровского Белорусской Православной Церкви, Минск, 2017).
Занималась исследованием творчества Ф. Скорины. С докладом «Прадмова Ф. Скорины к Псалтыри. Опыт религиоведческого анализа» композитор выступила на международных конференциях: «Скарына i наш час» (ГГУ им. Ф. Скорины, Гомель, 2008), «Сімяон Полацкі: светапогляд, грамадска-палітычная і літаратурная дзейнасць» (Национальный историко-культурный музей-заповедник, г. Полоцк, 2009).
Авторская расшифровка песнопения XIII века «Богородица» представлена в выступлении А. Короткиной на международных конференциях: «Великое княжество Литовское и его соседи в XIV—XV столетии: соперничество, сотрудничество, уроки» (к 600-летию Грюнвальдской битвы, НАН РБ Институт истории, г. Гродно, 2010); ГГУ им. Ф. Скорины, г. Гомель, 2013.

## Организаторская деятельность
Выступала организатором и ведущей концертов органной музыки в костёлах Беларуси с исполнением духовной музыки европейских, русских, белорусских композиторов XIV—XX веков с целью воссоединения современности и глубоких исторических корней и богатейшего белорусского культурного наследия. Ею осуществлены органные музыки европейских и белорусских композиторов XVI—XX веков в исполнении белорусских артистов концерты в рамках международных проектов:
- «Дни Ф. Скорины в Праге» при поддержке Посольства РБ в Чехии и Министерства культуры РБ (органные концерты в Храме Девы Марии под цепью в Праге, 2012);
- «Дни Ф. Скорины» при поддержке Посольства РБ в Чехии, Генерального консульства РФ в Брно, Координационного совета русских соотечественников в Чехии и русского культурного общества дружбы «Моравия» (органный концерт в Базилике Вознесения Девы Марии в г. Брно, 2014).

## Награды и признание
- Премия Белорусского профсоюза работников культуры[3];
- Грант и премия Мингорисполкома за разработку проекта, направленного на развитие музыкальных способностей учащихся (2008, 2014).